# Kōei
Kōei (japanska: 康永?, Kōei), 1342–1345, är en period i den japanska tideräkningen, vid det delade Japans norra tron. Kōei infaller under södra tronens Kōkoku.  Kejsare vid den norra tronen var Kōmyō och shogun var Ashikaga Takauji.
Namnet på perioden hämtades från ett citat ur det kinesiska historieverket Hanshu (海内康平、永保国家).